# Dhatrichia minuta
Dhatrichia minuta is een schietmot uit de familie Hydroptilidae. De soort komt voor in het Afrotropisch gebied.